# ヘルパーウイルス
ヘルパーウイルス(英: helper virus)とは、単独では増殖できないヘルパー依存ウイルスの増殖を助けるウイルスのことである。ヘルパーウイルスがヘルパー依存ウイルスと重複感染すると、ヘルパー依存ウイルスのゲノムの複製に必要な酵素を提供する。例えば、D型肝炎ウイルスは単独では増殖できないが、ヘルパーウイルスとしてB型肝炎ウイルスの存在下では増殖することができる。ヘルパーウイルスは、遺伝子発現や遺伝子治療のためのウイルスベクターの複製や拡散にもよく用いられる。